# Tobias Grauel
Tobias Grauel (* 16. September 1986 in Berlin) ist ein ehemaliger deutscher Basketballspieler.

## Werdegang
Grauel spielte in der Jugend des TuS Lichterfelde, 2003 ging er in die Vereinigten Staaten und besuchte bis 2005 die Westchester Academy im Bundesstaat North Carolina.
In der Saison 2005/06 bestritt der 1,95 Meter große Flügelspieler 16 Partien in der 1. Regionalliga Nord für den TuS Lichterfelde, 2006/07 war Grauel in derselben Liga Spieler des SSV Lokomotive Bernau. Im Sommer 2006 wurde Grauel in Länderspielen der deutschen U20-Nationalmannschaft eingesetzt und wechselte zum Spieljahr 2007/08 zu den Wolfenbüttel Dukes (2. Bundesliga ProB). In seinem zweiten Wolfenbütteler Jahr wurde Grauel mit der nun Herzöge genannten Mannschaft unter der Leitung von Trainer Mahmut Ataman Vizemeister der 2. Bundesliga ProB, er trug zu dem Erfolg in 29 Saisoneinsätzen im Durchschnitt 14,2 Punkte bei.
In der Sommerpause 2009 wurde Grauel vom TV 1862 Langen verpflichtet, damit gelang ihm der Sprung in die zweithöchste deutsche Spielklasse, 2. Bundesliga ProA. Er stieg mit den Hessen 2010 ab. Der Flügelspieler kam während der Saison 2009/10 in 27 ProA-Einsätzen für Langen auf einen Mittelwert von 10,9 Punkten. Anschließend ging er in seine Heimatstadt zurück, spielte 2010/11 und 2011/12 für die zweite Mannschaft von Alba Berlin in der 2. Bundesliga ProB. Er setzte seine Laufbahn 2012 beim RSV Eintracht im Großraum Berlin fort, mit dem er 2013 wie zuvor 2012 mit Alba Berlin II den sportlichen Klassenverbleib in der 2. Bundesliga ProB verfehlte.
Grauel zog sich in den Amateurbereich zurück, spielte in der Saison 2013/14 für den VfB Hermsdorf Berlin in der 2. Regionalliga, die Mannschaft verstärkte er in derselben Liga auch 2014/15, 2015/16 sowie kurz auch während der Saison 2016/17.
Bei Alba Berlin war Grauel, der Wirtschaftswissenschaft an der Fern-Universität Hagen studierte, zeitweilig in der Nachwuchsarbeit tätig und für Vermarktungsbelange des Nachwuchsbereichs zuständig.